# Enrique Osses
Enrique Roberto Osses Zencovich (né le 26 mai 1974) est un arbitre chilien de football, qui officie depuis 2000 et internationalement depuis 2008. En 2005, il expulsa 21 joueurs en 16 matchs de championnat chilien.
Il a participé à la Copa América 2011 et à la Coupe des confédérations 2013.